# Festival Mundial do Minuto
O Festival Mundial do Minuto é um concurso e exibição de filmes tendo no máximo 1 minuto de duração (mais 10 segundos extras para os créditos). Organizado anualmente no Brasil pela Agência Observatório desde 1991, os filmes selecionados são exibidos em mais de cem centros culturais do país e exportado para dez centros culturais no exterior. Terminado o festival a mostra também é exibida pela TV Cultura.
O festival é aberto para amadores e cineastas profissionais, com os filmes podendo ser criados por qualquer equipamento que produza imagens em movimento. Sua décima-primeira edição foi realizada em dezembro de 2004.